# Bisdom Créteil

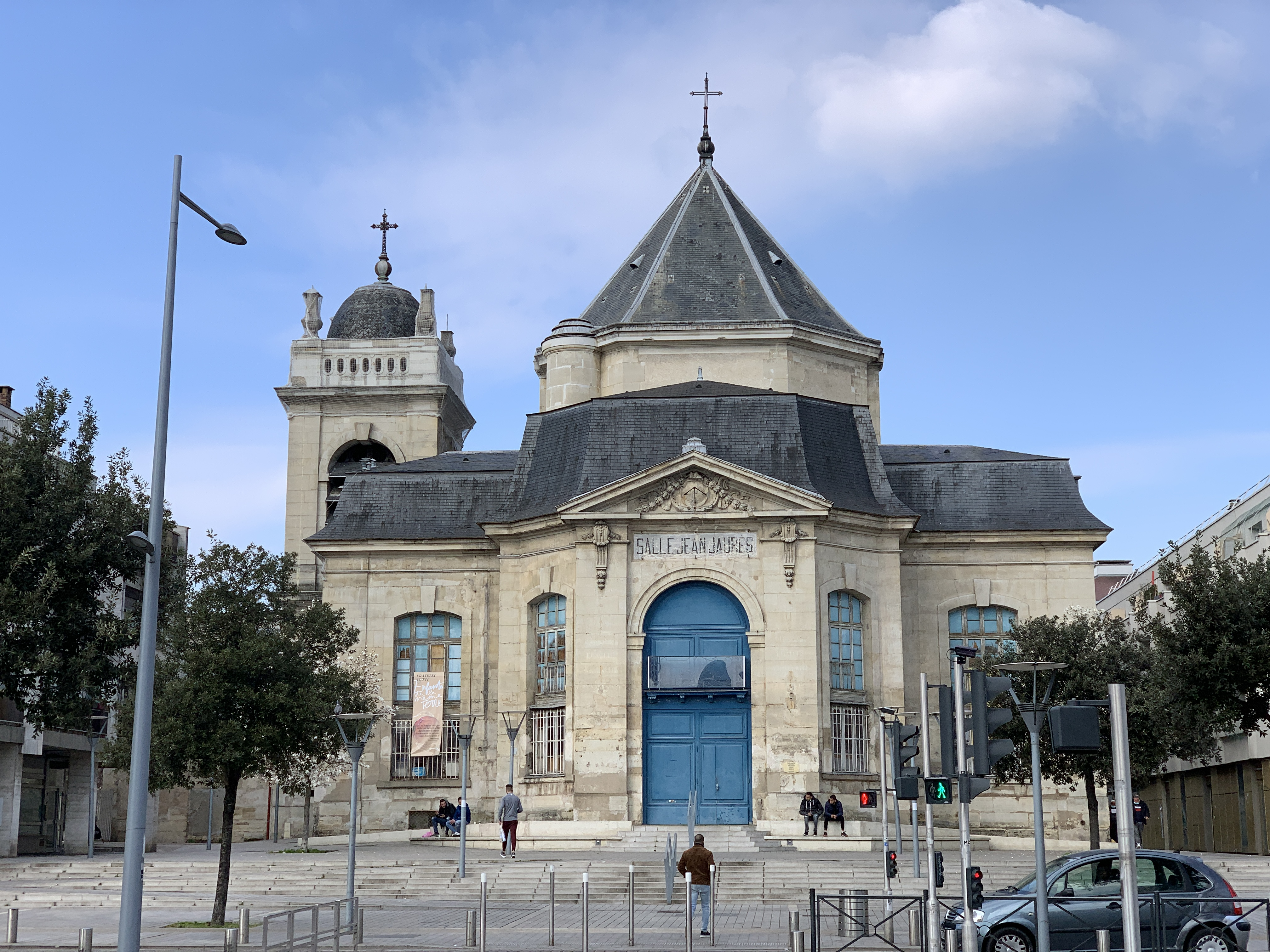
De kathedraal Saint-Louis et Saint-Nicolas in Choisy-le-Roi

Het bisdom Créteil (Latijn: Dioecesis Christoliensis, Frans: Diocèse de Créteil) is een in Frankrijk gelegen rooms-katholiek bisdom met zetel in Créteil. Het bisdom behoort tot de kerkprovincie Parijs, en is samen met de bisdommen Évry-Corbeil-Essonnes, Meaux, Nanterre, Pontoise, Saint-Denis en Versailles suffragaan aan het aartsbisdom Parijs.
Het bisdom telt een oppervlakte van 250 km² en is onderverdeeld in 385 parochies. In 2021 telde het bisdom ongeveer 817.000 katholieken; dat is 58,5% van de totale bevolking.

## Geschiedenis
Het bisdom werd opgericht op 9 oktober 1966 uit gebiedsdelen van het aartsbisdom Parijs en het bisdom Versailles.

## Bisschoppen
- 1966-1981: Robert Marie-Joseph de Provenchères
- 1981-1997: François Frétellière, PSS
- 1998–2007: Daniel Labille
- 2007-2021: Michel Santier
- 2021-heden: Dominique Blanchet

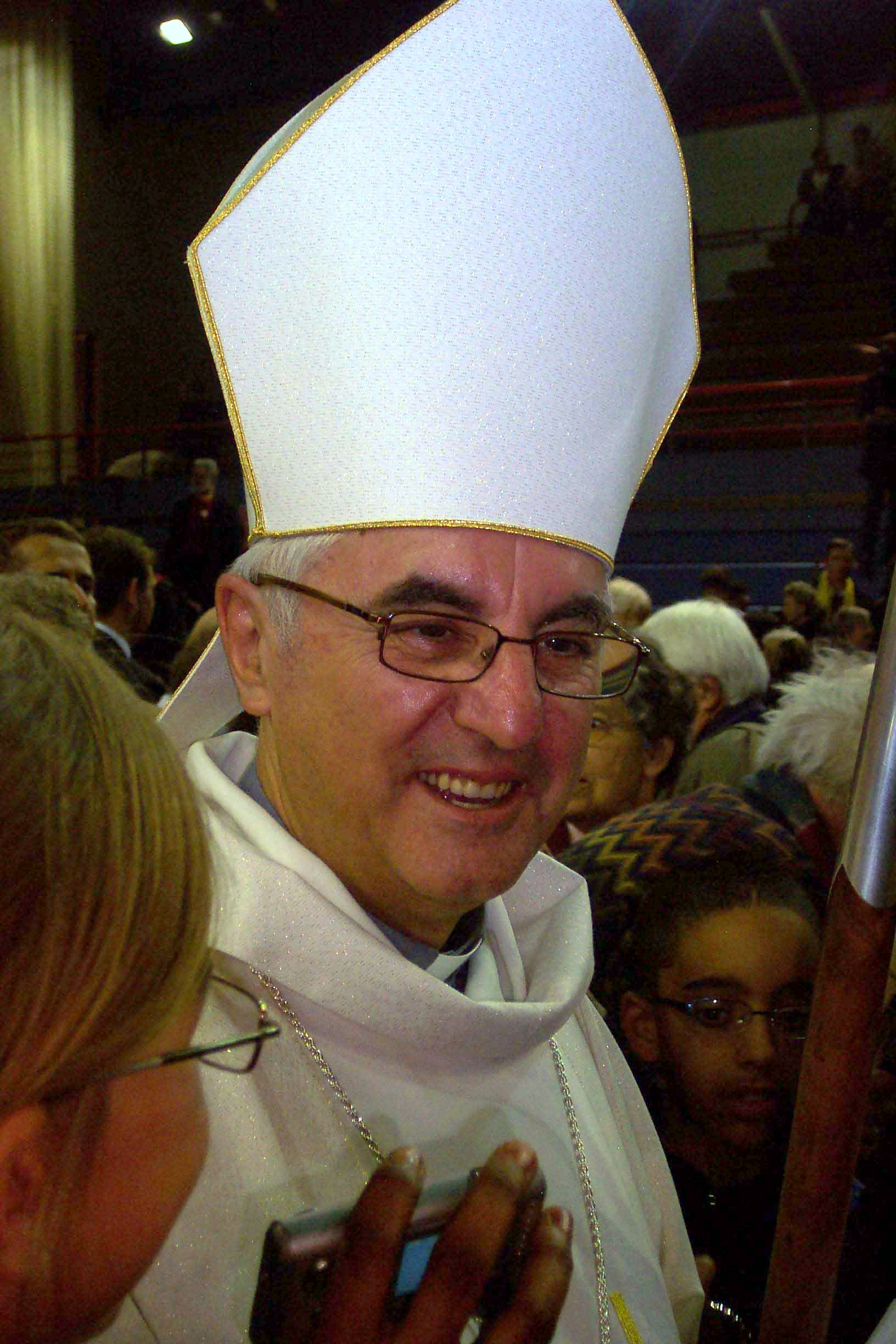
Bisschop Michel Santier